# Рокмарт (Џорџија)
Рокмарт (Џорџија) (енгл. Rockmart) град је у америчкој савезној држави Џорџија. По попису становништва из 2010. у њему је живело 4.199 становника.

## Демографија
Према попису становништва из 2010. у граду је живело 4.199 становника, што је 329 (8,5%) становника више него 2000. године.
| Група             | 2000.         | 2010.         |
| Белци             | 3.053 (78,9%) | 3.098 (73,8%) |
| Афроамериканци    | 715 (18,5%)   | 874 (20,8%)   |
| Азијати           | 13 (0,3%)     | 39 (0,9%)     |
| Хиспаноамериканци | 58 (1,5%)     | 108 (2,6%)    |
| Укупно            | 3.870         | 4.199         |